# Polygala eriocephala
Polygala eriocephala är en jungfrulinsväxtart som beskrevs av F. Müll. och George Bentham. Polygala eriocephala ingår i släktet jungfrulinssläktet, och familjen jungfrulinsväxter. Inga underarter finns listade i Catalogue of Life.